# Division Nationale 2022-2023 (pallavolo maschile)
La Division Nationale 2022-2023, 65ª edizione della massima serie del campionato lussemburghese di pallavolo maschile si è svolta dal 1º ottobre 2022 al 5 maggio 2023: al torneo hanno partecipato otto squadre di club lussemburghesi e la vittoria finale è andata per la diciassettesima volta, la terza consecutiva, allo Strassen.

## Regolamento

### Formula
La formula ha previsto: 
- Regular season, disputata con girone all'italiana, con gare di andata e ritorno, per un totale di quattordici giornate: le prime quattro classificate hanno acceduto ai play-off scudetto, mentre le ultime quattro classificate hanno acceduto ai play-out rettrocessione, mantenendo i punti conquistati;
- Play-off scudetto, disputati con:
  - Semifinali e finale, giocate al meglio di due vittorie su tre gare;
  - Finale per il terzo posto, giocata in gara unica.
- Play-out retrocessione, disputati con girone all'italiana, con gare di andata e ritorno, per un totale di sei giornate: l'ultima classificata è stata retrocessa in Division 1, mentre la settima classificata ha acceduto allo spareggio promozione-retrocessione;
- Spareggio promozione-retrocessione, disputato in gara unica, su campo neutro, contro la seconda classificata della Division 1.

### Criteri di classifica
Se il risultato finale è stato di 3-0 o 3-1 sono stati assegnati 3 punti alla squadra vincente e 0 a quella sconfitta, se il risultato finale è stato di 3-2 sono stati assegnati 2 punti alla squadra vincente e 1 a quella sconfitta.
L'ordine del posizionamento in classifica è stato definito in base a:
- Numero di vittorie;
- Punti;
- Ratio dei set vinti/persi;
- Ratio dei punti realizzati/subiti;
- Risultati degli scontri diretti[2].

## Squadre partecipanti
| Club          | Stagione | Città            | Impianto                        | Stagione precedente      |
| ------------- | -------- | ---------------- | ------------------------------- | ------------------------ |
| Bartréng      | dettagli | Bertrange        | Centre Sportif Niki Bettendorf  | 2ª in Division Nationale |
| Belair        | dettagli | Lussemburgo      | Hall sportif Belair             | 7ª in Division Nationale |
| CHEV          | dettagli | Diekirch         | Hall omnisports                 | 4ª in Division Nationale |
| Echternach    | dettagli | Bech             | Hall sportif                    | 8ª in Division Nationale |
| Escher        | dettagli | Esch-sur-Alzette | Centre omnisports Henri Schmitz | 6ª in Division Nationale |
| Fentange      | dettagli | Hesperange       | Centre Sportif Holleschbierg    | 3ª in Division Nationale |
| Lorentzweiler | dettagli | Lorentzweiler    | Hall Sportif Lorentzweiler      | 5ª in Division Nationale |
| Strassen      | dettagli | Strassen         | Hall Omnisports                 | Campione di Lussemburgo  |

## Torneo

### Regular season

#### Risultati
| Prima giornata |                       |     |                            |
|                |                       |     |                            |
| 01-10          | Strassen - Echternach | 3-0 | 25-11, 25-13, 25-15        |
| 01-10          | Lorentzweiler - CHEV  | 3-1 | 25-20, 22-25, 25-15, 25-14 |
| 01-10          | Fentange - Escher     | 3-0 | 25-18, 25-18, 25-15        |
| 01-10          | Belair - Bartréng     | 1-3 | 25-19, 18-25, 19-25, 22-25 |

| Seconda giornata |                        |     |                                  |
|                  |                        |     |                                  |
| 08-10            | CHEV - Strassen        | 0-3 | 23-25, 26-28, 19-25              |
| 08-10            | Escher - Lorentzweiler | 0-3 | 16-25, 21-25, 18-25              |
| 08-10            | Bartréng - Fentange    | 3-2 | 20-25, 25-20, 21-25, 25-23, 15-9 |
| 08-10            | Echternach - Belair    | 3-1 | 25-21, 18-25, 25-19, 25-21       |

| Terza giornata |                          |     |                                   |
|                |                          |     |                                   |
| 15-10          | Strassen - Escher        | 3-1 | 25-17, 25-14, 22-25, 25-22        |
| 15-10          | Lorentzweiler - Bartréng | 3-0 | 25-20, 33-31, 25-21               |
| 15-10          | Fentange - Belair        | 3-2 | 29-27, 23-25, 20-25, 25-20, 16-14 |
| 15-10          | CHEV - Echternach        | 3-0 | 25-17, 25-17, 25-20               |

| Quarta giornata |                        |     |                     |
|                 |                        |     |                     |
| 23-10           | Bartréng - Strassen    | 0-3 | 11-25, 19-25, 20-25 |
| 22-10           | Belair - Lorentzweiler | 0-3 | 17-25, 18-25, 17-25 |
| 22-10           | Echternach - Fentange  | 3-0 | 25-23, 25-17, 25-17 |
| 22-10           | Escher - CHEV          | 0-3 | 17-25, 18-25, 21-25 |

| Quinta giornata |                          |     |                                   |
|                 |                          |     |                                   |
| 13-11           | Strassen - Belair        | 3-1 | 25-19, 25-23, 28-30, 25-20        |
| 12-11           | Lorentzweiler - Fentange | 3-0 | 25-21, 25-23, 25-21               |
| 13-11           | CHEV - Bartréng          | 3-2 | 25-23, 11-25, 22-25, 25-18, 15-11 |
| 12-11           | Escher - Echternach      | 1-3 | 22-25, 25-23, 26-28, 20-25        |

| Sesta giornata |                            |     |                                   |
|                |                            |     |                                   |
| 20-11          | Fentange - Strassen        | 0-3 | 21-25, 23-25, 14-25               |
| 19-11          | Echternach - Lorentzweiler | 2-3 | 21-25, 20-25, 25-21, 25-22, 12-15 |
| 19-11          | Belair - CHEV              | 1-3 | 25-21, 20-25, 23-25, 19-25        |
| 20-11          | Bartréng - Escher          | 3-0 | 25-16, 25-20, 28-26               |

| Settima giornata |                          |     |                            |
|                  |                          |     |                            |
| 26-11            | Strassen - Lorentzweiler | 3-0 | 25-18, 25-16, 25-14        |
| 26-11            | CHEV - Fentange          | 3-1 | 25-19, 25-22, 20-25, 25-15 |
| 26-11            | Escher - Belair          | 1-3 | 23-25, 25-21, 22-25, 21-25 |
| 26-11            | Echternach - Bartréng    | 1-3 | 17-25, 25-19, 13-25, 14-25 |

| Ottava giornata |                       |     |                            |
|                 |                       |     |                            |
| 03-12           | Echternach - Strassen | 0-3 | 17-25, 15-25, 14-25        |
| 03-12           | CHEV - Lorentzweiler  | 1-3 | 25-22, 23-25, 20-25, 20-25 |
| 03-12           | Escher - Fentange     | 0-3 | 0-25, 0-25, 0-25           |
| 03-12           | Bartréng - Belair     | 3-1 | 23-25, 25-19, 25-19, 25-21 |

| Nona giornata |                        |     |                            |
|               |                        |     |                            |
| 11-12         | Strassen - CHEV        | 3-0 | 25-15, 25-18, 25-22        |
| 10-12         | Lorentzweiler - Escher | 3-0 | 25-17, 25-23, 25-20        |
| 10-12         | Fentange - Bartréng    | 0-3 | 23-25, 17-25, 18-25        |
| 10-12         | Belair - Echternach    | 1-3 | 16-25, 22-25, 25-21, 23-25 |

| Decima giornata |                          |     |                                   |
|                 |                          |     |                                   |
| 17-12           | Escher - Strassen        | 0-3 | 19-25, 13-25, 11-25               |
| 17-12           | Bartréng - Lorentzweiler | 3-2 | 25-27, 18-25, 25-23, 25-19, 15-13 |
| 17-12           | Belair - Fentange        | 3-0 | 25-18, 25-19, 25-21               |
| 12-01           | Echternach - CHEV        | 0-3 | 18-25, 19-25, 26-28               |

| Undicesima giornata |                        |     |                                   |
|                     |                        |     |                                   |
| 14-01               | Strassen - Bartréng    | 3-0 | 25-16, 25-15, 25-13               |
| 14-01               | Lorentzweiler - Belair | 3-0 | 25-15, 25-20, 25-20               |
| 14-01               | Fentange - Echternach  | 3-2 | 25-23, 19-25, 23-25, 25-23, 17-15 |
| 15-01               | CHEV - Escher          | 3-2 | 25-22, 25-23, 23-25, 22-25, 16-14 |

| Dodicesima giornata |                          |     |                            |
|                     |                          |     |                            |
| 21-01               | Belair - Strassen        | 0-3 | 22-25, 15-25, 22-25        |
| 22-01               | Fentange - Lorentzweiler | 1-3 | 25-21, 18-25, 19-25, 24-26 |
| 21-01               | Bartréng - CHEV          | 1-3 | 14-25, 25-23, 23-25, 20-25 |
| 21-01               | Echternach - Escher      | 3-0 | 25-19, 25-20, 25-20        |

| Tredicesima giornata |                            |     |                     |
|                      |                            |     |                     |
| 28-01                | Strassen - Fentange        | 3-0 | 25-22, 25-15, 25-17 |
| 28-01                | Lorentzweiler - Echternach | 3-0 | 25-15, 25-16, 25-21 |
| 29-01                | CHEV - Belair              | 3-0 | 25-17, 25-16, 25-23 |
| 28-01                | Escher - Bartréng          | 0-3 | 21-25, 24-26, 16-25 |

| Quattordicesima giornata |                          |     |                            |
|                          |                          |     |                            |
| 04-02                    | Lorentzweiler - Strassen | 0-3 | 23-25, 17-25, 19-25        |
| 05-02                    | Fentange - CHEV          | 3-0 | 25-23, 25-20, 25-22        |
| 04-02                    | Belair - Escher          | 3-1 | 25-19, 22-25, 25-17, 25-15 |
| 04-02                    | Bartréng - Echternach    | 3-1 | 25-20, 23-25, 25-19, 25-14 |

#### Classifica
| Pos. | Squadra       | Pt | G  | V  | P  | SV | SP | Ratio  | PF    | PS    | Ratio |
| ---- | ------------- | -- | -- | -- | -- | -- | -- | ------ | ----- | ----- | ----- |
| 1.   | Strassen      | 42 | 14 | 14 | 0  | 42 | 2  | 21,000 | 1 103 | 793   | 1,391 |
| 2.   | Lorentzweiler | 33 | 14 | 11 | 3  | 35 | 14 | 2,500  | 1 146 | 1 020 | 1,124 |
| 3.   | Bartréng      | 26 | 14 | 9  | 5  | 30 | 23 | 1,304  | 1 177 | 1 134 | 1,038 |
| 4.   | CHEV          | 25 | 14 | 9  | 5  | 29 | 22 | 1,318  | 1 151 | 1 112 | 1,035 |
| 5.   | Echternach    | 17 | 14 | 5  | 9  | 21 | 30 | 0,700  | 1 055 | 1 168 | 0,903 |
| 6.   | Fentange      | 14 | 14 | 5  | 9  | 19 | 31 | 0,613  | 1 066 | 1 086 | 0,982 |
| 7.   | Belair        | 10 | 14 | 3  | 11 | 17 | 35 | 0,486  | 1 120 | 1 218 | 0,920 |
| 8.   | Escher        | 1  | 14 | 0  | 14 | 6  | 42 | 0,143  | 894   | 1 181 | 0,757 |

      Qualificata ai play-off scudetto
      Qualificata ai play-out retrocessione

### Play-off scudetto

#### Tabellone
|  | Semifinali | Semifinali    | Semifinali | Semifinali | Semifinali |   |   | Finale          | Finale          | Finale          | Finale | Finale |  |
|  |            |               |            |            |            |   |   |                 |                 |                 |        |        |  |
|  | 2          | Lorentzweiler | 3          | 2          | 1          |   |   |                 |                 |                 |        |        |  |
|  | 2          | Lorentzweiler | 3          | 2          | 1          |   |   |                 |                 |                 |        |        |  |
|  | 3          | Bartréng      | 1          | 3          | 3          |   |   |                 |                 |                 |        |        |  |
|  | 3          | Bartréng      | 1          | 3          | 3          |   | 3 | Bartréng        | 0               | 0               |        |        |  |
|  |            |               |            |            |            |   | 3 | Bartréng        | 0               | 0               |        |        |  |
|  |            |               | 1          | Strassen   | 3          | 3 |   |                 |                 |                 |        |        |  |
|  | 1          | Strassen      | 1          | Strassen   | 3          | 3 | 3 | 3               |                 |                 |        |        |  |
|  | 1          | Strassen      |            |            |            |   | 3 | 3               |                 |                 |        |        |  |
|  | 4          | CHEV          | 0          | 1          |            |   |   | Finale 3º posto | Finale 3º posto | Finale 3º posto |        |        |  |
|  | 4          | CHEV          | 0          | 1          |            |   |   |                 |                 |                 |        |        |  |
|  |            |               |            |            |            |   |   |                 |                 |                 |        |        |  |
|  |            |               |            |            |            |   |   | 2               | Lorentzweiler   | 3               |        |        |  |
|  |            |               |            |            |            |   |   | 2               | Lorentzweiler   | 3               |        |        |  |
|  |            |               |            |            |            |   |   | 4               | CHEV            | 1               |        |        |  |

#### Risultati

##### Semifinali
| Gara 1 |                          |     |                            |
|        |                          |     |                            |
| 04-03  | Lorentzweiler - Bartréng | 3-1 | 25-27, 25-23, 25-21, 25-20 |
| 05-03  | Strassen - CHEV          | 3-0 | 25-15, 29-27, 29-27        |

| Gara 2 |                          |     |                                   |
|        |                          |     |                                   |
| 12-03  | Bartréng - Lorentzweiler | 3-2 | 26-24, 19-25, 25-22, 19-25, 15-13 |
| 11-03  | CHEV - Strassen          | 1-3 | 25-22, 23-25, 23-25, 17-25        |

| Gara 3 |                          |     |                            |
|        |                          |     |                            |
| 18-03  | Lorentzweiler - Bartréng | 1-3 | 21-25, 25-23, 23-25, 23-25 |

##### Finale 3º posto
| Gara 1 |                      |     |                            |
|        |                      |     |                            |
| 31-03  | Lorentzweiler - CHEV | 3-1 | 17-25, 29-27, 25-18, 27-25 |

##### Finale
| Gara 1 |                     |     |                     |
|        |                     |     |                     |
| 15-04  | Strassen - Bartréng | 3-0 | 25-18, 25-21, 25-21 |

| Gara 2 |                     |     |                     |
|        |                     |     |                     |
| 22-04  | Bartréng - Strassen | 0-3 | 19-25, 19-25, 20-25 |

### Play-out retrocessione

#### Risultati
| Prima giornata |                     |     |                     |
|                |                     |     |                     |
| 04-03          | Escher - Fentange   | 0-3 | 21-25, 17-25, 20-25 |
| 04-03          | Echternach - Belair | 3-0 | 25-13, 25-18, 25-18 |

| Seconda giornata |                     |     |                            |
|                  |                     |     |                            |
| 11-03            | Echternach - Escher | 3-1 | 25-21, 33-35, 25-22, 25-18 |
| 11-03            | Fentange - Belair   | 3-0 | 25-21, 25-20, 28-26        |

| Terza giornata |                       |     |                                   |
|                |                       |     |                                   |
| 18-03          | Echternach - Fentange | 2-3 | 25-23, 21-25, 23-25, 25-16, 13-15 |
| 18-03          | Belair - Escher       | 3-1 | 26-28, 25-15, 25-15, 25-19        |

| Quarta giornata |                     |     |                            |
|                 |                     |     |                            |
| 15-04           | Belair - Fentange   | 3-1 | 25-19, 17-25, 25-19, 30-28 |
| 13-03           | Escher - Echternach | 1-3 | 14-25, 25-20, 21-25, 21-25 |

| Quinta giornata |                     |     |                            |
|                 |                     |     |                            |
| 28-03           | Belair - Echternach | 1-3 | 25-23, 16-25, 22-25, 18-25 |
| 23-04           | Fentange - Escher   | 0-3 | 17-25, 27-29, 19-25        |

| Sesta giornata |                       |     |                     |
|                |                       |     |                     |
| 18-04          | Escher - Belair       | 0-3 | 22-25, 18-25, 23-25 |
| 29-04          | Fentange - Echternach | 3-0 | 27-25, 25-22, 25-12 |

#### Classifica
| Pos. | Squadra    | Pt | G  | V | P  | SV | SP | Ratio | PF    | PS    | Ratio |
| ---- | ---------- | -- | -- | - | -- | -- | -- | ----- | ----- | ----- | ----- |
| 5.   | Echternach | 30 | 20 | 9 | 11 | 35 | 39 | 0,897 | 1 597 | 1 656 | 0,964 |
| 6.   | Fentange   | 25 | 20 | 9 | 11 | 32 | 39 | 0,821 | 1 554 | 1 553 | 1,001 |
| 7.   | Belair     | 19 | 20 | 6 | 14 | 27 | 46 | 0,587 | 1 590 | 1 700 | 0,935 |
| 8.   | Escher     | 4  | 20 | 1 | 19 | 12 | 57 | 0,211 | 1 348 | 1 698 | 0,794 |

      Qualificata allo spareggio promozione-retrocessione
      Retrocessa in Division 1

### Spareggio promozione-retrocessione
| Gara 1 |                     |     |                     |
|        |                     |     |                     |
| 05-05  | Belair - RSR Walfer | 3-0 | 25-14, 25-15, 25-15 |

## Classifica finale
| Pos | Squadra       | Qualificazione        |
| --- | ------------- | --------------------- |
|     | Strassen      | Challenge Cup 2023-24 |
| 2   | Bartréng      |                       |
| 3   | Lorentzweiler | Challenge Cup 2023-24 |
| 4   | CHEV          |                       |
| 5   | Echternach    |                       |
| 6   | Fentange      |                       |
| 7   | Belair        |                       |
| 8   | Escher        | Division 1 2023-2024  |